# Die Tante Jolesch
Die Tante Jolesch oder Der Untergang des Abendlandes in Anekdoten ist ein 1975 veröffentlichtes Buch des österreichischen Schriftstellers Friedrich Torberg. Der Titel bezieht sich ironisch auf Oswald Spenglers kulturphilosophisches Werk Der Untergang des Abendlandes. Ein Nachfolgeband, Die Erben der Tante Jolesch, erschien 1978. Den von Torberg bereits „angedachten“ dritten Band gab es nicht mehr. 2001 verfasste Georg Markus Die Enkel der Tante Jolesch.

## Inhalt
Das Buch ist eine Sammlung von teils selbst erlebten, teils gehörten und über viele Jahre gesammelten Anekdoten aus dem jüdischen Leben der Zwischenkriegszeit in Wien, Prag und anderen Orten der ehemaligen österreichisch-ungarischen Monarchie. Neben bekannten Persönlichkeiten wie Ferenc Molnár, Anton Kuh, Egon Erwin Kisch, Leo Perutz, Alfred Polgar, Alfred Adler, Egon Friedell und Otto Soyka treten auch Friseure, Kellner, der skurrile Rechtsanwalt Hugo Sperber, der ungepflegte Feuilletonist Egon Dietrichstein, der Bergwerksbesitzer und Chansonnier Franz Elbogen, die Redakteure des Prager Tagblatts und eine Reihe Verwandter und Bekannter des Autors auf – darunter vor allem die namensgebende Tante Jolesch, von der Torberg 1975 in einem Brief schrieb, „daß die Tante Jolesch kein Abbild der wirklichen ist, sondern eine symbolische Figur“. Torberg sammelte im Freundes- und Bekanntenkreis Anekdoten und Aussprüche, die er in seinem Buch der Tante Jolesch und anderen Personen in den Mund legte. Der Autor Georg Markus will als „wirkliche“ Tante Jolesch die in Großwardein am 4. Dezember 1875 geborene Gisela Salacz identifiziert haben, die im Jahr 1893 Julius Jolesch heiratete und in Wien lebte. Sie starb aber nicht, wie die Tante Jolesch im Buch, 1932 im Kreise ihrer Familie, sondern übersiedelte am 19. Mai 1938 nach Prag, wo sich ihre Spur verliert.
Die Tante Jolesch ist, wie Torberg im Geleitwort schreibt, „ein Buch der Wehmut. Es schöpft aus dem Erinnerungsbrunnen, den ich noch gekannt habe“. Bei aller Wehmut zeigt es dem Leser die Welt des jüdischen Bürgertums in sehr humorvoller Weise und mit viel Sprachwitz. Die Geschichten und Anekdoten gipfeln oft in einer Pointe, manchmal charakterisieren sie auch bloß die Handelnden anhand von Aphorismen und Lebensweisheiten.
Zu den meistzitierten Sätzen zählen die Aussagen der Tante Jolesch selbst. Schon auf den ersten Seiten wird sie vorgestellt, indem Torberg von ihrem Neffen Franz erzählt, der einen Bericht über einen zuvor erlebten Autounfall mit den Worten „Noch ein Glück, daß ich mit dem Wagen nicht auf die Gegenfahrbahn gerutscht bin, sondern ans Brückengeländer“ beendet hatte. Die Tante Jolesch kommentiert das wie stets mit wenigen, aber umso prägnanteren Worten: „Gott soll einen hüten vor allem, was noch ein Glück ist.“ Eine andere sehr bekannte Weisheit der Tante Jolesch ist: „Was ein Mann schöner is wie ein Aff, is ein Luxus.“ Wieder eine andere, dem beim Kartenspiel geneppten Sohn zugedacht: „Was setzt du dich hin Karten spielen mit Leuten, was sich hinsetzen Karten spielen mit dir?“

## Verfilmung
1978 erschien nach Torbergs Drehbuch die gleichnamige Verfilmung des Buches unter der Regie von Wolfgang F. Henschel, eine deutsch-österreichische Koproduktion zwischen ORF, ZDF und Neue Thalia Film Wien. Darsteller waren neben Torberg selbst unter anderem Adrienne Gessner (in der Titelrolle), Harald Harth, Fritz Muliar, Guido Wieland, Manfred Inger, Eric Pohlmann, Johann Sklenka, Paul Hoffmann, Franz Marischka, Harry Fuss, Robert Mayer, Aenne Bruck, Gretl Elb, Henry Gregor, Michael Janisch, Edith Leyrer, Eduard Linkers, Gottfried Schwarz, Edd Stavjanik, Joe Trummer und Peter Wehle.